# Go-Hanazono
Go-Hanazono, född 1418, död 1471, var regerande kejsare av Japan mellan 1428 och 1464.